# Fangatau
Fangatau (en el dialecte local Fagatau) és un atol de les Tuamotu, a la Polinèsia Francesa.
Administrativament és el cap de la comuna de Fangatau, així com l'atol i la comuna associada de Fakahina. La seu de la comuna és el poble de Teana. Està situat a l'est i al centre de l'arxipèlag, a 900 km al nord-est de Tahití.
El terreny més proper és l'atol de Fakahina, situat a 72 km cap a l'ESE. Aquest petit atol té una forma allargada. La seva longitud és de 8 km i l'amplada màxima de 3,5 km. Té una superfície total de 22,2 km2, una superfície terrestre de 5,9 km2. El seu escull envolta completament la seva llacuna. L'ancoratge és difícil. L'atoll de Fangatau té 150 habitants (cens 2022).  Teana és el poble principal.

## Geografia
És un atol petit d'11 km², amb una llacuna interior sense cap pas a l'oceà. La vila principal és Teana, i la població total és de 135 habitants, al cens del 2002, que viuen principalment de la producció de copra. Disposa d'un gran monument en honor de la Mare de Déu, i d'un refugi anti-ciclons.

## Història
El primer europeu registrat que va arribar a Fangatau va ser l'explorador rus Fabian Gottlieb von Bellingshausen el 10 de juliol de 1820 a bord dels vaixells Vostok i Mirni . Va anomenar aquest atol "Arakcheev". Fangatau va ser la llar de Kamake, un ithurangi, considerat per l'antropòleg Kenneth Emory com "el savi tuamotuà més gran" que havia conegut mai.
El nom local, fagatau, denomina un dels set dialectes tuamotu que també inclou els atols de Fakahina i Puka Puka.